# رقص خراسانی
رقص خراسانی به مجموعه رقص‌هایی گفته می‌شود که در خراسان ایران رواج دارد. گستره این رقص استان‌های خراسان، بخش‌های خاوری و شمال خاوری استان سمنان و بخش‌هایی از استان گلستان رایج است. بیشتر کارشناسان براین دیدگاه‌اند که رقص و پایکوبی که میان خراسان رواج دارد به‌راستی یک گونه ورزش و گرم کردن رزمی و حماسی است که در گذشته سربازان این منطقه برای نشان دادن یکی بودن و آمادگی جسمانی خود اجرا می‌کردند. شناخته ترین رقص خراسانی رقص دوره (یک دست یا یک قرصه) که رقص‌کنندگان به‌شکل دایره جمع می‌شوند و می‌رقصند و چوب‌بازی که به گویش فارسی خراسانی چو بَزی، چو بِیزی یا دو چُوَ گفته می‌شود می‌باشد. برجسته‌ترین سازهایی مردم خراسان با آن رقص می‌کنند دوتار، قشمه یا دوسازه، دهل، سرنا، کمانچه و دایره است.

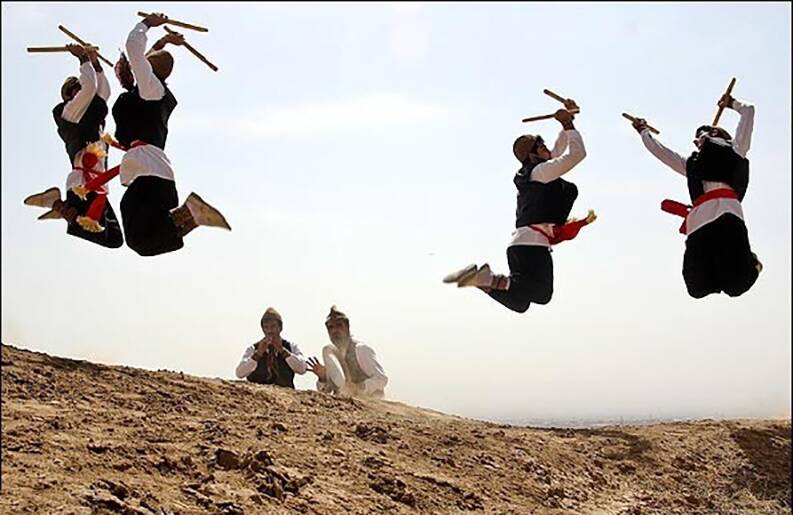
رقص چوب خراسان در سبزوار

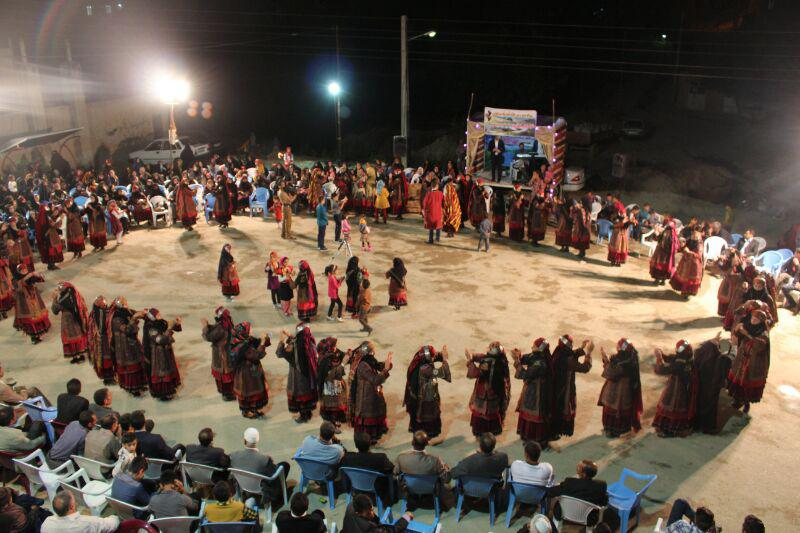
رقص دوره روستای پل گرد (پلگرد)در درگز

## پیشینه
برخی از پژوهشگران میراث فرهنگی و معنوی بر این باورند که ریشه رقص خراسانی به دوران باستان بازمی‌گردد. یعنی دورانی که اشکانیان بر ایران فرمانروایی می‌کردند. رقص خراسانی به دلیل اینکه رقص نیست و یک گونه گرم کردن نظامی میان سربازان در گذشته بوده رقص نامیده نمی‌شود و در میان اهالی خراسان بازی نامیده می‌شود. یکی از رقص‌های اصیل و با پیشینه دراز در خراسان چوب‌بازی است. چوب بازی شباهت های زیادی با رقص اسب چوبی دارد که آن هم از دیگر آیین‌های فولکلور منطقه خراسان به‌ویژه سبزوار است که ریشه شکل گیری آن را به دوران سربداران نسبت می دهند که در واقع اسب چوبی در این رقص نمادی از حمله مغولان به ایران است و حرکات نمایشی رقصنده ها همراه با چوب در واقع آموزش های نظامی مردان سربدار بوده است که در دوران فشار مغول با یکدیگر حمله به دشمن تازنده و پشتیبانی از خود را تمرین می‌کرده اند که در پایان منجر به شکست و فرار اسب چوبی (دشمن) می شده است.

## گستره و جغرافیا
رقص خراسانی می‌توان گفت میان همه اقوام خراسان اجرا می‌شود. این رقص در استان خراسان، در استان سمنان در شهرستان میامی و بخش‌هایی از شهرستان شاهرود و دامغان، و در استان گلستان در شرق و جنوب شرق استان و میان عشایر کردهای خراسان رواج دارد. این رقص به‌دلیل اینکه در شمال خراسان به‌دست کردهای خراسان در برابر دشمنان مانند ازبکان برای ترس آنان اجرا می‌شده رواج یافته و در آن منطقه رقص کردی و یا کرمانجی نیز نامیده می‌شود.

## گونه‌های این رقص
رقص خراسانی دارای گونه‌های گوناگون است. برخی از این رقص‌ها مانند: رقص دوره یا یک قرصه، چوب بازی، هتن( در شمال خراسان خانان یا آلگیز نامیده می‌شود. این رقص به رقص دوره شباهت دارد اما حرکات اجرایی آن متفاوت است.)، ماتی ماتی( بیشتر در شمال خراسان رواج دارد.)، شلنگی، چرخشی، چاپی( این رقص ریشه در سیستان دارد که بیشتر در شرق خراسان، سرخس، تربت حیدریه رواج دارد.) و...